# Atimonan
Atimonan (Bayan ng Atimonan) är en kommun i Filippinerna. Kommunen ligger på ön Luzon, och tillhör provinsen Quezon. Folkmängden uppgår till 56 716 invånare.

## Barangayer
Atimonan är indelat i 42 barangayer.
| - Angeles - Balubad - Balugohin - Barangay Zone 1 (Pob.) - Barangay Zone 2 (Pob.) - Barangay Zone 3 (Pob.) - Barangay Zone 4 (Pob.) - Buhangin - Caridad Ibaba - Caridad Ilaya - Habingan - Inaclagan - Inalig - Kilait | - Kulawit - Lakip - Lubi - Lumutan - Magsaysay - Malinao Ibaba - Malinao Ilaya - Malusak - Manggalayan Bundok - Manggalayan Labak - Matanag - Montes Balaon - Montes Kallagan - Ponon | - Rizal - San Andres Bundok - San Andres Labak - San Isidro - San Jose Balatok - San Rafael - Santa Catalina - Sapaan - Sokol - Tagbakin - Talaba - Tinandog - Villa Ibaba - Villa Ilaya |